# Sciurus igniventris
Sciurus igniventris är en däggdjursart som beskrevs av Wagner 1842. Sciurus igniventris ingår i släktet trädekorrar, och familjen ekorrar. IUCN kategoriserar arten globalt som livskraftig. Inga underarter finns listade i Catalogue of Life. Wilson & Reeder (2005) skiljer mellan två underarter.
I olika avhandlingar listas arten i undersläktet Urosciurus eller Hadrosciurus. Dessa godkänns ibland som självständiga släkten.
Arten förekommer i västra Amazonområdet och i andra delar av norra Sydamerika öster om Anderna. Habitatet utgörs av olika slags skogar i låglandet. Ekorren äter främst nötter med hårt skal.
Denna ekorre är ganska stor med en kroppslängd (huvud och bål) av 24,5 till 30 cm, en svanslängd av 23,5 till 31 cm och en vikt mellan 453 och 700 g. Den har 5,8 till 7,5 cm långa bakfötter och 2,9 till 4 cm stora öron. Håren som bildar pälsen på ovansidan är främst mörkbruna till svarta men några har ett ljusare avsnitt i mitten som syns som ljusa punkter. Det ljusa avsnittet kan vara gul, orange eller röd. Enstaka exemplar kan ha ljusa fläckar bakom öronen. Insidan av armarna och ibland även av bakbenen har en orangeröd färg och buken är täckt av orangeröd, gulorange eller vit päls. Ibland hittas delvis eller helt svarta individer (melanism).